# 岡高神社
岡高神社（おかたかじんじゃ）本称：岡髙神社は滋賀県長浜市北ノ郷町に鎮座する神社である。

## 祭神
菅原道真公（すがわらみちざねこう）、素盞嗚尊（スサノオノミコト）を祭神とする。

## 神紋
星梅鉢

## 由緒
雄略天皇3年（459年）に蒲生稲置三麻麿が現社地の東方2キロの千丈尾岳に素盞嗚尊を奉斎したのが最初で白鳳13年（685年）に現在の御旅所に遷した。仁寿元年（851年）小野篁が現在の地に社殿を造営し岡本神社と称した。当時この地は浅井郡の岡本郷であった。神仏習合時に岡髙山神宮寺があった。戦国時代衆徒は織田信長の社寺焼打を避けるため、父信秀が天満宮を崇拝するのを伝え聞き京都北野天満宮より勧請して岡髙天神と称して難をまぬがれた。
明治初期より岡髙神社となり明治9年（1876年）に村社、明治17年（1884年）に郷社に列せられた。
下草野庄15村の総社として崇敬され旱魃には雨乞いがされて太鼓踊・湯の花・燈明の中から選んで祈願し、成就した時は返礼の太鼓踊を15村総踊りで奉納した。この雨乞いは、戦前まで続けられていたが今はとだえて太鼓踊の保存会が3か所ある。
本殿は、正徳6年（1716年）に千鳥唐破風付の流造として羽渕治郎助（顔戸村）が造営している。拝殿は明治21年に名古屋市の伊藤平左衛門守道が棟梁として間口四間奥行三間の入母尾造桧皮葺を竣功させている。
中門透塀は昭和5年（1930年）に造られ、社務所は平成3年（1991年）に御大典記念として改築されている。

## 祭典
- 例祭 4月25日に近い土・日曜日
- 燈明祭　8月25日

## 社宝
- 狛犬（木造）